# Robert Newstead
Robert Newstead (* 11. September 1859 in Swanton Abbott, Norfolk; † 17. Februar 1947) war ein britischer Entomologe und Archäologe.

## Leben
Newstead war kein guter Schüler und arbeitete als Gärtner auf verschiedenen Landsitzen, wobei er in Kontakt mit Naturforschern in der Chester Society of Natural Sciences bekam. Er war ab 1886 Kurator am Grosvenor Museum in Chester, wobei er auch für archäologische Ausgrabungen zuständig war. Ab 1905 war er Lecturer in medizinischer Insektenkunde (Entomologie und Parasitologie) an der School of Hygiene and Tropical Medicine der Universität Liverpool und ab 1911 dort Professor für Entomologie. Auch als Professor für Entomologie setzte er seine Ausgrabungen römischer Überreste in der Umgebung von Chester fort.
Er verfasste eine Monographie über Napfschildläuse (Coccidae) für die Ray Society.
Er war Mitglied der Linnean Society of London und der Association of Economic Entomologists in Washington D.C., Fellow der Entomological Society of London und Ehrenmitglied der Royal Horticultural Society. Er hinterließ zahlreiche Objekte seiner umfangreichen archäologischen und naturhistorischen Sammlung dem Grosvenor Museum.

## Schriften (Auswahl)
- Monography of the Coccidae of the British Isles, 2 Bände, Ray Society 1901, 1903, Band 1, Internet Archive, Band 2, Internet Archive